# 漳州东站
漳州东站是鹰厦铁路车站，位于福建省漳州市龙文区郭坑镇。距鹰潭站639公里，距厦门站55公里。现为三等站。车站不办理客运业务，货运办理整车、零担货物发到，不办理危险货物发到。

## 历史

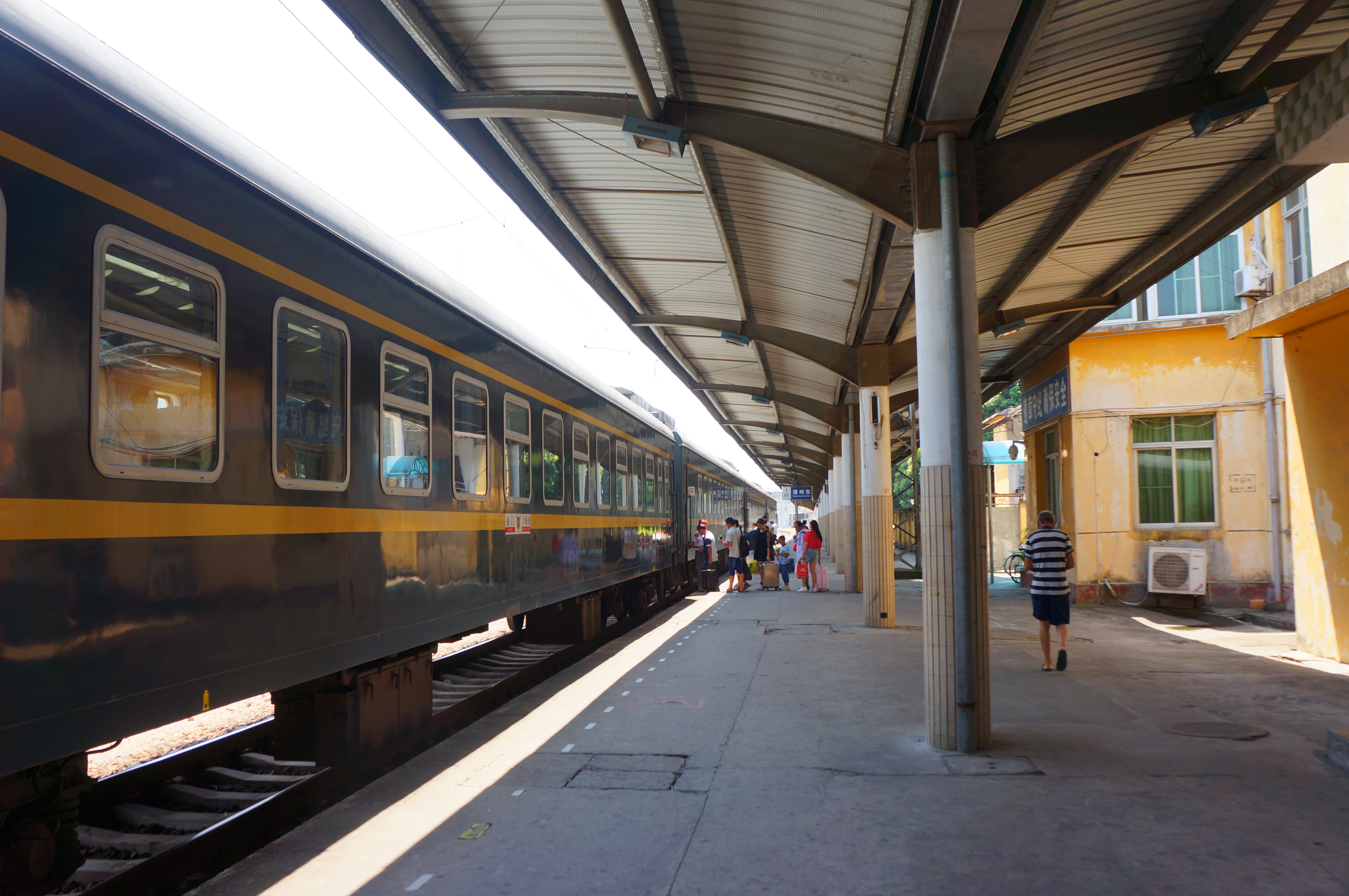
K1210次列車停靠漳州东站1站台（2017年）

1955年鹰厦铁路在南段选线时，铁道部第二设计院提出华安不经过漳州直接至厦门、并增建支线连接漳州的方案，以缩短鹰厦铁路的建设工期。并在漳州东郊的郭坑站接轨鹰厦正线。郭坑站于1957年随永安-厦门段通车而开通运营，为三等区段站，设有一座二层高、面积4800平方米的瓦片站房，售票处面积30平方米，候车室面积257平方米，站内设有8条股道:54。
漳州支线于1958年竣工。当时部分鹰厦铁路客运列车在经过郭坑后会通过该支线进漳州站，然后再原路返回郭坑站。郭坑中心站曾经为福州铁路分局的直属站段，1979年合并至新成立的漳平车务段，后又分出漳州车务段:119。1981年车站股道增加至12条，其中6条为到发线、6条为货运线:54。
车站新站房于2004年启用。同年11月1日，车站由郭坑站更名漳州东站。车站于2015年春运前对候车室进行了修缮。
2010年杭深线漳州站启用后，车站停靠车次减少、客流下跌，转以办理货运业务为主。
车站于2019年1月5日起停办客运业务。

## 车站结构

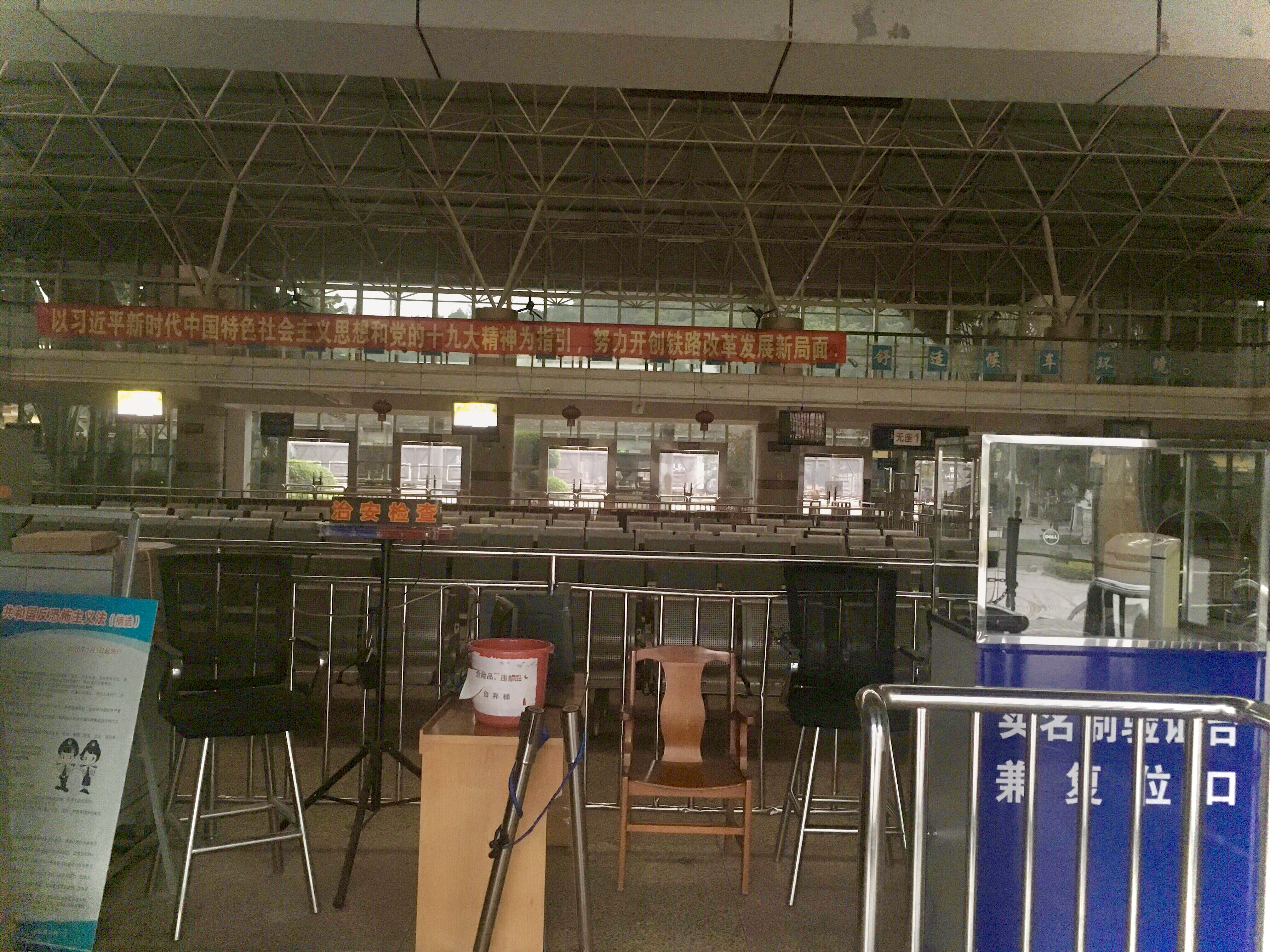
漳州东站候车室

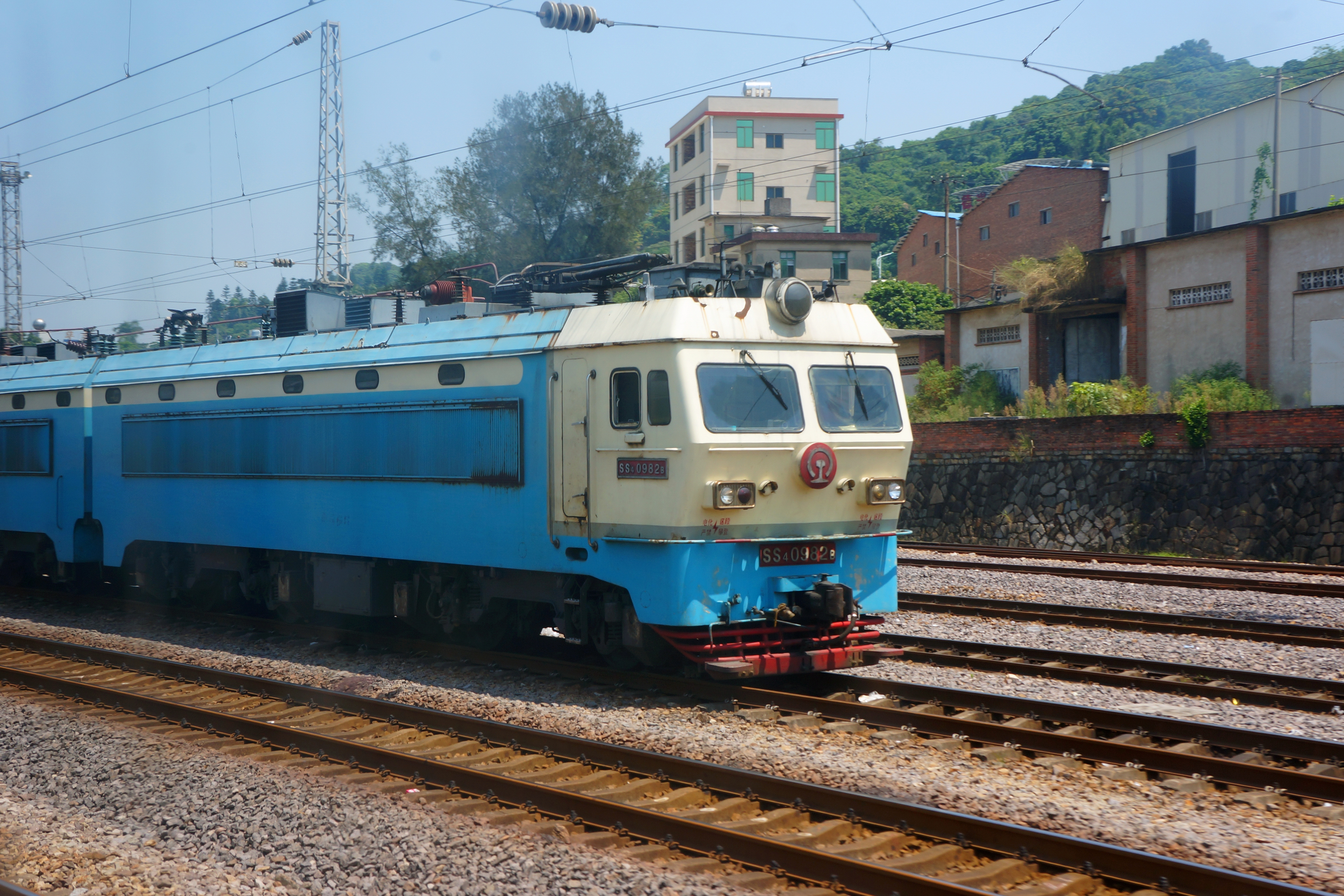
韶山4型電力機車于站内

### 站房
漳州站目前使用的站房于2004年投入使用。站房外立面的设计采用了多项闽南地区民居建筑的特征，体现当地特色：屋顶借鉴了常见并具代表性的坡屋顶和燕尾脊；进站候车厅位于站房中央，可容纳800人同时候车。候车大厅的设计与闽南民居中的主厅对应，意向当地人民热情好客。茶座则位于主厅的夹层。

### 站场
漳州东站设有2座客运站台。车站设有编组场，为货运列车办理编组业务。车站设有通往厦门工务段郭坑段、漳州东折返段、漳州水泥厂和永大金属的专用线。
| 1站台 侧式站台 |               |
| 1道            | 鹰厦铁路 列车 |
| 2道            | 鹰厦铁路列车  |
| 2站台 岛式站台 |               |
| 3道            | 鹰厦铁路列车  |
| 货场           | 鹰厦铁路列车  |